# Melissa de la Cruz
Melissa de la Cruz (1971) è una scrittrice filippina naturalizzata statunitense.

## Biografia
Melissa de la Cruz è cresciuta a Manila, quando era dodicenne la famiglia si è trasferita negli Stati Uniti stabilendosi a San Francisco. Scrive soprattutto storie per gli adolescenti ed è autrice di una serie di romanzi. Oggi vive a Los Angeles con il marito.
Melissa de la Cruz collabora anche con alcune importanti riviste tra le quali Marie Claire e Teen Vogue ed è anche esperta di moda per le reti televisive E! Entertainment e la CNN.
Nel 2009 la Fanucci Editore ha pubblicato Sangue blu, il primo libro della sua misteriosa saga.
Nel 2011 la Leggereditore ha pubblicato Le streghe di East End, il primo libro della saga della famiglia Beauchamp, saga conclusa per il mercato italiano dopo il secondo libro.
Nel 2022 La Vintage Editore ha pubblicato Jo e Laurie, scritto a quattro mani con Margaret Sthol. 

## Opere

### Saga di Sangue blu
1. Sangue blu (Blue Bloods, 2007), Fanucci Editore, 2009;
2. Bacio sacro (Masquerade, 2009), Fanucci Editore, 2009;
3. Rivelazioni (Revelations, 2009), Fanucci Editore, 2009;
4. L'eredità di Shuyler (The Van Allen Legacy, 2010), Fanucci Editore, 2010;
5. L'angelo tradito, (Misguided Angel, 2010), Fanucci Editore, 2011;
6. Bloody Valentine. Le ombre di Schuyler, Fanucci Editore, 2011;
7. Persi nel tempo (Lost in time, 2011);
8. Le porte del paradiso (Gates of paradise, 2013), inedito in Italia.

### Le streghe di East End
1. Le streghe di East End (Witches of East End, 2011), Leggereditore, 2011
2. Il bacio della strega (Serpent's Kiss, 2012), Leggereditore, 2013
3. Winds of Salem (2013), inedito in Italia
4. Triple Moon (2015), inedito in Italia
5. Double Eclipse (2016), inedito in Italia

### Altri
- I segreti dei sangue blu (Keys to the Repository, 2010), Fanucci Editore, 2010
- L'isola degli sperduti (The Isle of the Lost, 2015), Giunti Editore, 2015
- Ritorno all'isola degli sperduti (Return to the Isle of the Lost, 2016), inedito in Italia
- Rise of the Isle of the Lost (2017), inedito in Italia
- Escape from the Isle of the Lost (2019), inedito in Italia
- Jo e Laurie (Jo & Laurie, 2021), in collaborazione con Margareth Sthol, Vintage Editore, 2022,